# فیلیپه بنویدس
فیلیپه بنویدس هافبک اهل برزیل است که در شهر برزیل و در تاریخ ۱ مارس ۱۹۸۹ به دنیا آمده‌است.
فیلیپه بنویدس در تیم‌های فوتبال MyPa سابقهٔ حضور دارد.